# Zulley Melissa Torres
Zulley Melissa Torres (ur. 29 kwietnia 1995) – kolumbijska lekkoatletka, sprinterka.
W 2011 zdobyła złoto mistrzostw Ameryki Południowej juniorów w sztafecie 4 × 400 metrów. Rok później sięgnęła po złoto (bieg na 400 metrów) i brąz (sztafeta szwedzka) podczas mistrzostw Ameryki Południowej juniorów młodszych w Mendozie. Medalistka juniorskich mistrzostw kraju.

## Osiągnięcia
| Rok  | Impreza                                            | Miejsce  | Konkurencja             | Lokata     | Wynik   |
| ---- | -------------------------------------------------- | -------- | ----------------------- | ---------- | ------- |
| 2011 | Mistrzostwa Ameryki Południowej juniorów           | Medellín | sztafeta 4 × 400 metrów | 1. miejsce | 3:36,74 |
| 2012 | Mistrzostwa Ameryki Południowej juniorów młodszych | Mendoza  | bieg na 400 metrów      | 1. miejsce | 55,20   |
| 2012 | Mistrzostwa Ameryki Południowej juniorów młodszych | Mendoza  | sztafeta szwedzka       | 3. miejsce | 2:15,03 |
| 2014 | Mistrzostwa świata juniorów                        | Eugene   | bieg na 400 metrów      | półfinał   | 55,36   |
| 2014 | Igrzyska Ameryki Środkowej i Karaibów              | Xalapa   | bieg na 800 metrów      | 4. miejsce | 2:04,58 |
| 2014 | Igrzyska Ameryki Środkowej i Karaibów              | Xalapa   | sztafeta 4 × 400 metrów | 3. miejsce | 3:34,14 |

## Rekordy życiowe
- Bieg na 400 metrów – 52,87 (Bogota, 2012)